# Coenosia conflicta
Coenosia conflicta este o specie de muște din genul Coenosia, familia Muscidae, descrisă de Huckett în anul 1965. Conform Catalogue of Life specia Coenosia conflicta nu are subspecii cunoscute.